# Rallye Österreich 1973
Die 44. Österreichische Alpenfahrt (auch Rallye Österreich genannt) war der neunte Lauf zur Rallye-Weltmeisterschaft 1973. Sie fand vom 12. bis zum 14. September in der Region Baden bei Wien statt. Zwei von geplanten 31 Wertungsprüfungen wurden abgesagt.

## Klassifikationen

### Endergebnis
| Rang | Fahrer              | Co-Pilot         | Auto                     | Zeit (Std./Min./Sek.) | Rückstand Sieger (Std./Min./Sek.) Rückstand V (Std./Min./Sek.) |
| ---- | ------------------- | ---------------- | ------------------------ | --------------------- | -------------------------------------------------------------- |
| 1    | Achim Warmbold      | Jean Todt        | BMW 2002 tii             | 3:58:55.5             | 00:00.0                                                        |
| 2    | Bernard Darniche    | Alain Mahé       | Alpine-Renault A110 1800 | 4:00:10.1             | 01:14.6                                                        |
| 3    | Per Eklund          | Reinicke Bo      | Saab 96 V4               | 4:00:11.2             | 01:15.7 00:01.1                                                |
| 4    | Björn Waldegård     | Hans Thorszelius | BMW 2002 tii             | 4:01:10.5             | 02:15.0 00:59.3                                                |
| 5    | Jean-Pierre Nicolas | Michel Vial      | Alpine-Renault A110 1800 | 4:01:25.8             | 02:30.3 00:15.3                                                |
| 6    | Håkan Lindberg      | Helmut Eisendle  | Fiat 124 Abarth Rallye   | 4:06:15.9             | 07:20.4 04:50.1                                                |
| 7    | Klaus Russling      | Wolfgang Weiss   | Porsche Carrera RS       | 4:06:38.3             | 07:42.8 00:22.4                                                |
| 8    | Ove Andersson       | Gunnar Häggbom   | Toyota Celica GT         | 4:09:05.8             | 10:10.3 02:27.5                                                |
| 9    | Herbert Grünsteidl  | Georg Hopf       | BMW 2002                 | 4:10:02.2             | 11:06.7 00:56.4                                                |
| 10   | Tony Fall           | Mike Wood        | Volkswagen Käfer 1303 S  | 4:11:16.9             | 12:21.4 01:14.7                                                |

Insgesamt wurden 16 von 74 gemeldeten Fahrzeuge klassiert.

### Herstellerwertung
| Pos. | Team           | Punkte |
| ---- | -------------- | ------ |
| 1    | Alpine Renault | 107    |
| 2    | Fiat           | 72     |
| 3    | Saab           | 42     |
| 4    | Ford           | 36     |
| 5    | Citroën        | 33     |

Die Fahrer-Weltmeisterschaft wurde erst ab 1979 ausgeschrieben.